# Pigmalió (obra de teatre)
Pigmalió (Pygmalion) és una obra de teatre publicada el 1913 per Bernard Shaw. Té un interès sociocultural que va més enllà de la simple intenció teatral, encara que siguin moltes les seves qualitats escèniques, cosa que ha estat unànimement reconeguda per la crítica. Quan Bernard Shaw estrenà el seu Pygmalion l'any 1913 –inspirant-se en el mite clàssic de l'escultor xipriota que s'enamora de la seva estàtua, Galatea, a qui Afrodita dona vida–, traslladà el mite en una societat moderna, la societat anglesa, que encara vivia les darreres ramalades de l'època victoriana. Pigmalió és una comèdia en la qual el llenguatge és l'element clau que transforma una noia senzilla, malparlada i inculta en una persona refinada, subtil i, finalment, lliure.

## Versions catalanes
La versió de l'obra en llengua catalana la va signar l'any 1957 Joan Oliver, que no en feu una simple traducció, sinó una adaptació: el Londres postvictorià es convertí en la Barcelona dels anys cinquanta, quan els efectes de la guerra ja començaven a pal·liar-se. És una faula lingüística, integrant una de les poques distincions que perceben els catalanoparlants: la distinció entre el mal català de les classes populars barcelonines, sobretot si conté elements del català xava i el bon català dels barcelonins cultes. La versió catalana de l'obra, publicada per l'editorial Nereida, es presentà el 26 de maig de 1957 al Teatre Municipal La Faràndula de Sabadell. El 1986 la va tornar a publicar Edicions 62 i Francesc Vallverdú va introduir algunes correccions al text de Joan Oliver.
Quaranta anys més tard, l'any 1997, Xavier Bru de Sala va tornar a traduir l'obra i hi va introduir canvis, com el fet que la Roseta es convertí en Rosita.

### Resum de la versió catalana de Joan Oliver[8]
La història comença quan la senyora Fortuny amb els seus fills, a la sortida del Palau de la Música, veu que està plovent i que no tenen cap vehicle per anar a casa seva, decideixen agafar un taxi, però per això en Toni, que és el fill de la senyora Fortuny, va a cercar un taxi. Anant cap al taxi es topa amb una senyoreta que ven flors i ell sense dir-li res segueix amb el seu tomb. La senyora Fortuny es disculpa i així coneixeran a la Roseta. Aquí també coneixerem a Fontanella, que és amic d'en Jordana. En Jordana és professor de fonètica i serà la persona que ajudarà a la Roseta.
La Roseta volia canviar. Volia parlar millor, passar d'una noia senzilla, malparlada i inculta a una persona refinada, subtil, és a dir, una persona ben educada. Això li servirà per poder atreure a més gent perquè comprin flors, ja que aquest és el seu ofici.
Ella li demana a en Jordana de fer aquestes classes. Ell accepta perquè així fa un experiment (aconseguir fer-la passar per una persona de classe alta), i ella ho accepta perquè aprendre a parlar millor li obre portes en el món laboral.
La Roseta viu durant els següents sis mesos a casa d'en Jordana, on també s'hi queda en Fontanella. Com a simulacre, Jordana porta la Roseta a casa de la seva mare, la senyora Jordana, on coincidiran amb els Fortuny i quedarà clar que la Roseta encara no està preparada.
Abans d'aquesta prova, el seu pare va a la recerca de la seva filla. En Jordana li diu que pot endur-se-la, però el senyor Fernandes, li demana diners i li diu que la Roseta és la seva responsabilitat a partir d'aquell moment. Finalment, en Jordana li dona diners. Ell com li va comentar en Jordana, no s'ho gastarà en donar-lo a la parròquia, ni ho estalviarà, sinó que s'ho gastarà amb la seva dona. Aquests diners se'ls gastarà per casar-se amb la seva parella.
La Roseta guanya l'aposta en una revetlla a Sarrià, però se sent infravalorada per Jordana i Fontanella quan ells diuen davant d'ella que s'alegren que s'hagi acabat l'experiment, i la Roseta fuig de casa. Fernandes li va dir a Jordana que es casés amb la seva filla i la mantingués, però la Roseta està decidida a casar-se amb el Toni i a esdevenir professora de fonètica, gràcies al que ha après amb en Jordana, amb la qual cosa podrà mantenir el Toni.
Malgrat que sovint s'interpreta que la Roseta i en Jordana s'enamoren perquè ell li diu que la idea de casar-se amb el Toni és ridícula, en cap moment no es demostra. Més aviat, l'actitud de la Roseta fa pensar que no vol tornar a saber res d'en Jordana per com l'ha tractada: la darrera conversa que tenen a casa de la senyora Jordana demostra que la Roseta s'ha emancipat.